# The Master
The Master – drugi solowy album amerykańskiego rapera o pseudonimie Rakim. Ukazał się 30 listopada 1999 nakładem wytwórni Universal Records. Za stronę muzyczną płyty odpowiadają m.in. DJ Premier, DJ Clark Kent czy sam Rakim. Gościnnie pojawiają się Rahzel, Nneka Morton i Connie McKendrick.

## Lista utworów
Opracowano na podstawie źródła.
| #  | Tytuł                          | Gościnnie         | Producent      | Czas |
| -- | ------------------------------ | ----------------- | -------------- | ---- |
| 1  | "Intro"                        |                   | Rakim          | 1:22 |
| 2  | "Flow Forever"                 |                   | DJ Clark Kent  | 4:11 |
| 3  | "When I B On The Mic"          |                   | DJ Premier     | 3:42 |
| 4  | "Finest Ones"                  | DJ Clark Kent     | DJ Clark Kent  | 4:24 |
| 5  | "All Night Long"               |                   | Punch          | 4:27 |
| 6  | "State Of Hip-Hop Interlude"   |                   | Rakim          | 0:39 |
| 7  | "Uplift"                       |                   | Amen-Ra        | 3:09 |
| 8  | "I Know"                       |                   | TR Love        | 4:07 |
| 9  | "It's The R"                   |                   | DJ Clark Kent  | 4:15 |
| 10 | "I'll Be There"                | Nneka Morton      | Naughty Shorts | 5:10 |
| 11 | "It's A Must"                  | Rahzel            | Jaz-O          | 4:24 |
| 12 | "Real Shit"                    |                   | Amen-Ra        | 4:21 |
| 13 | "How I Get Down"               |                   | The 45 King    | 4:05 |
| 14 | "L.I. Interlude"               |                   | Rakim          | 0:53 |
| 15 | "Strong Island"                |                   | Rakim          | 4:34 |
| 16 | "Waiting For The World To End" |                   | DJ Premier     | 4:05 |
| 17 | "We'll Never Stop"             | Connie McKendrick | Nick Wiz       | 4:19 |